# Klarenthal
Pour l’article homonyme, voir Klarenthal (Wiesbaden).
Klarenthal est un quartier de la ville allemande de Sarrebruck en Sarre. 

## Lieux et monuments

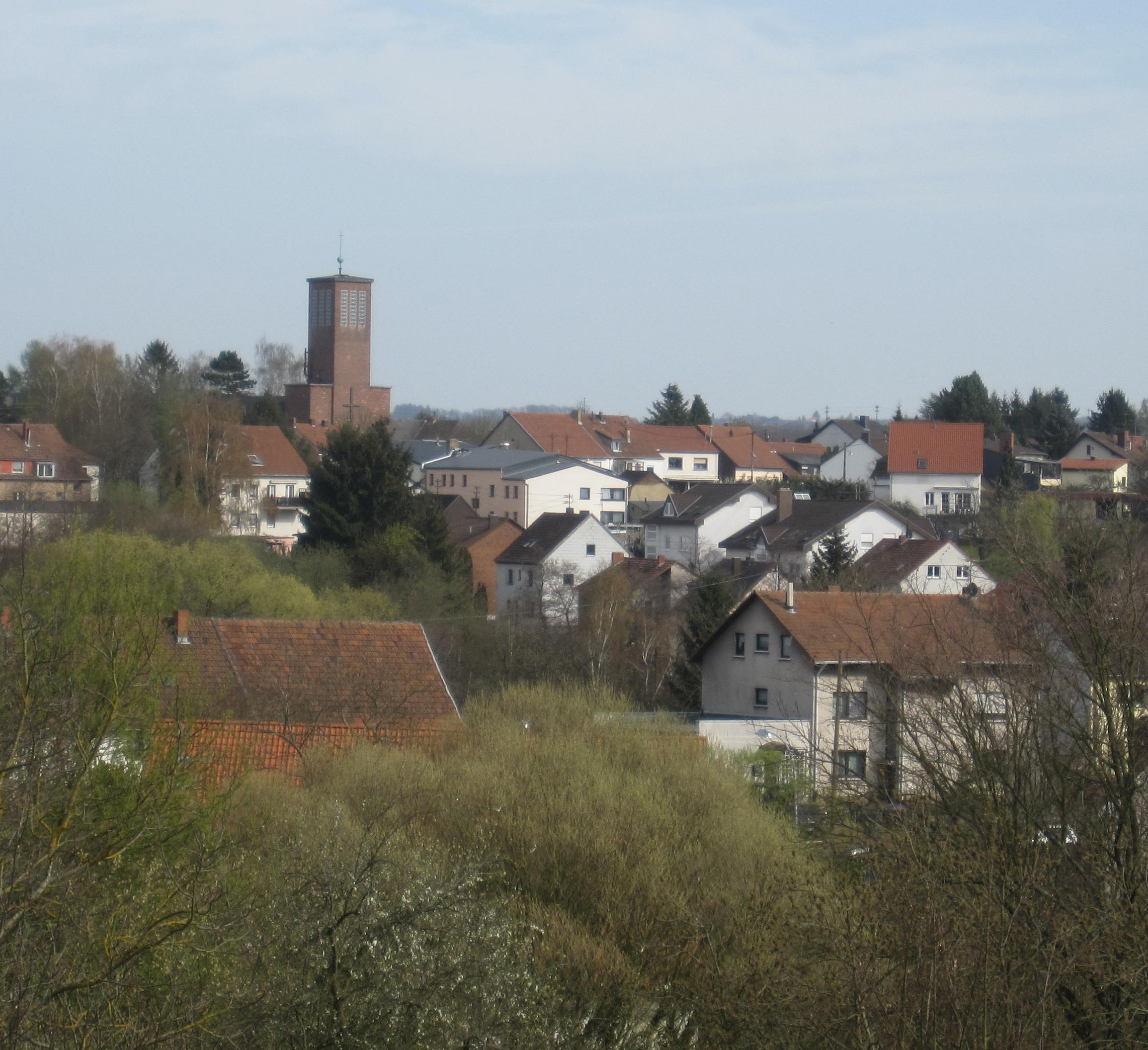
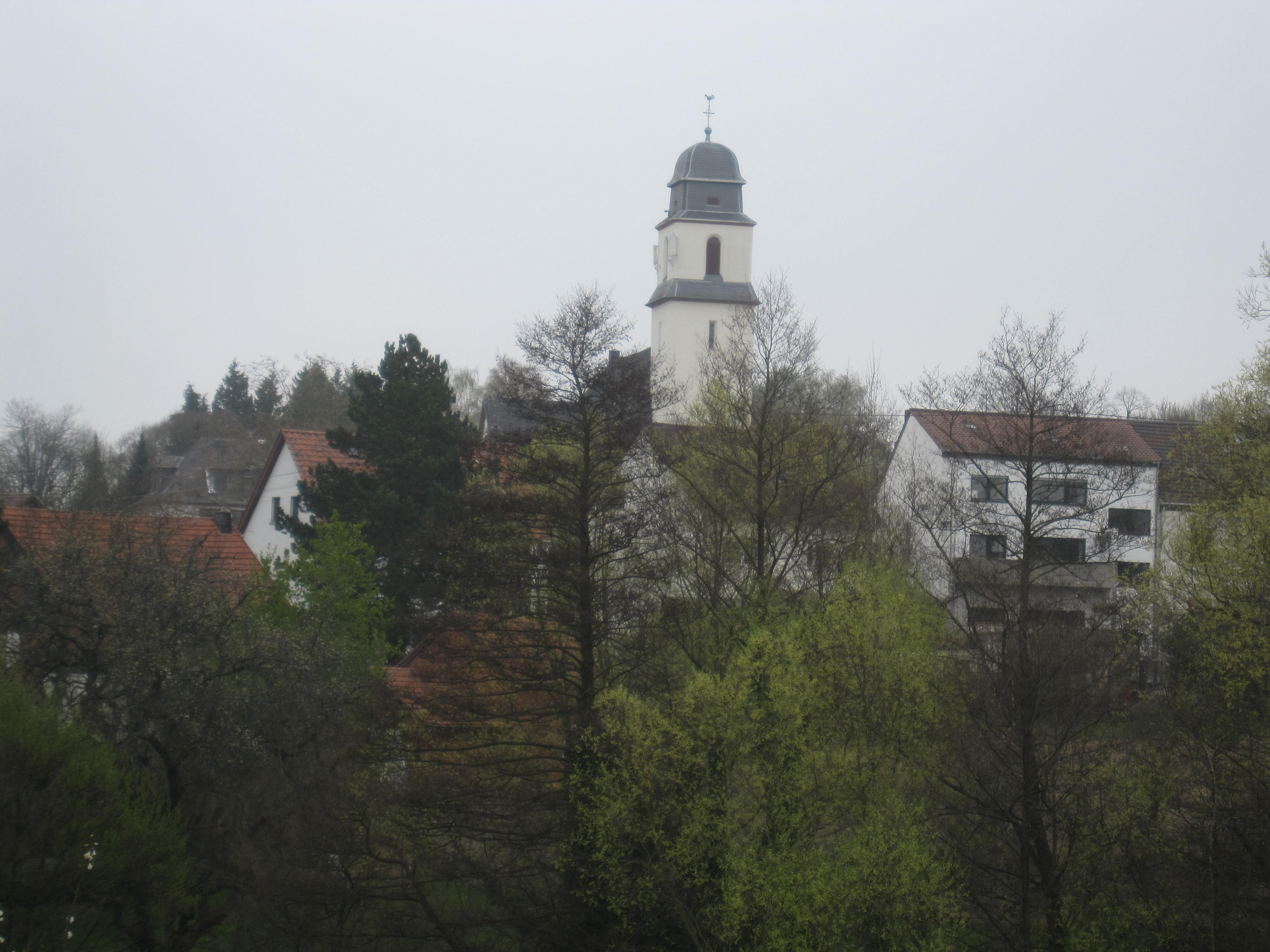